# XO-5
XO-5 — звезда в созвездии Рыси. Находится на расстоянии около 831 светового года от Солнца. Вокруг звезды обращается, как минимум, одна планета.

## Характеристики
По своим характеристикам XO-5 напоминает наше Солнце: это такой же жёлтый карлик главной последовательности почти с такими же массой и размерами. Температура поверхности звезды немного холоднее нашего дневного светила — 5510 кельвинов. Возраст XO-5 оценивается в 8 с половиной миллиардов лет.
При наблюдении XO-5 случайным образом накладывается на шлейф из атомарного водорода, испускаемый галактиками NGC 2444/NGC 2445 (Arp 143) — объектами более далёкими, чем рассматриваемая звезда.

## Планетная система

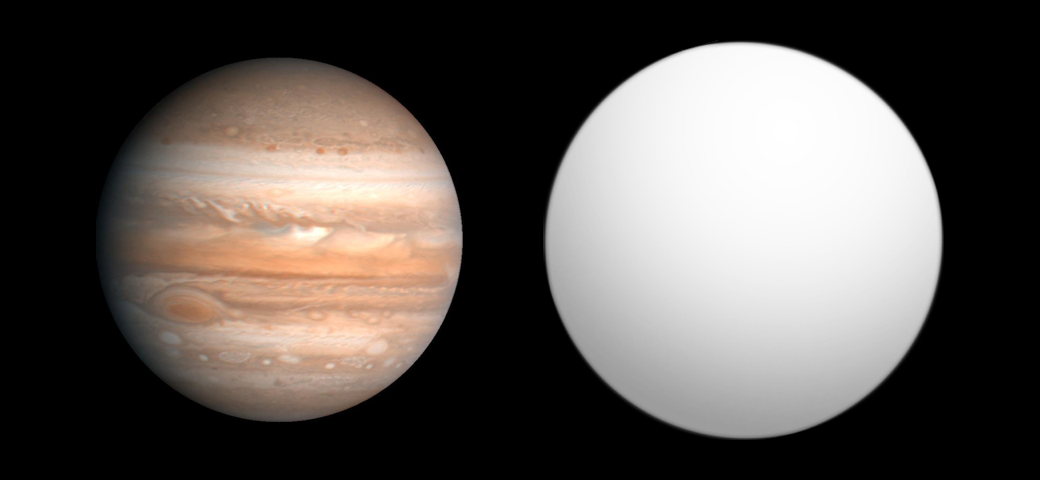
Сравнительные размеры XO-5 b и Юпитера.

В 2008 году командой астрономов, работающих с телескопом XO, было объявлено об открытии планеты XO-5 b в системе. Это типичный горячий юпитер, обращающийся на расстоянии всего лишь 0,04 а.е. от родительской звезды и совершающий полный оборот вокруг неё за 4 суток. По массе и размерам планета практически не отличается от Юпитера. Открытие было совершено транзитным методом.